# Sociedade Brasileira de Diabetes
A Sociedade Brasileira de Diabetes é uma organização médica brasileira. A instituição possui mais de 3,2 mil associados.

## História
A Sociedade Brasileira de Diabetes foi fundada em 12 de novembro de 1970. O primeiro presidente foi Procópio do Valle, que ficou no cargo entre 1970 e 1973.
Atualmente, a presidência é escolhida por voto direto em assembleia, e tem mandato de dois anos. Durante o biênio 2024-2025, a sociedade será presidida por Ruy Lyra, endocrinologista e professor da Universidade Federal de Pernambuco.
A entidade organiza o Congresso da Sociedade Brasileira de Diabetes. O primeiro congresso foi em 1973, no Rio de Janeiro. A 24ª edição ocorreu em em 2023, em Belo Horizonte. Na ocasião, o evento tratou de novas tecnologias e tratamentos relacionados a diabetes.

## Atuação médica
A sociedade possui diferentes canais para divulgar informações médicas e orientar profissionais e população em geral quanto os cuidados necessários relativos à diabetes.
Destaca-se pela manutenção de um website com informações sobre a "diabetes mellitus" voltado para profissionais de saúde, com um extenso conteúdo científico inclusive artigos e apresentações multimídia preparados por especialistas e também para pacientes diabéticos, seus familiares e o público em geral.
Também publica periodicamente as diretrizes para o trato de pacientes com diabetes, com detalhes para pacientes com problemas específicos, como doença cardiorrenal, cardiovascular, insuficiência cardíaca, e controle de obesidade. O documento é produzido em parceria com a Sociedade Brasileira de Endocrinologia e Metabologia (SBEM) e as Sociedades Portuguesas de Diabetologia (SPD) e de Endocrinologia, Diabetes e Metabolismo (SPEDM).
Divulga também informações em canais de comunicação, como a Rádio Senado, onde divulgou informações para gestantes.

## Atuação política
A sociedade participou de sessão solene da Câmara dos Deputados marcando o Dia Mundial da Diabetes, e sua representante defendeu a inclusão de novos medicamentos no SUS e a garantia de acesso para todos os pacientes.

Em 2023, a sociedade se posicionou politicamente a favor de projeto de lei para classificar diabetes mellitus tipo 1 como uma forma de deficiência.